# Carex chorda
Carex chorda är en halvgräsart som beskrevs av Augustin Abel Hector Léveillé och Eugène Vaniot. Carex chorda ingår i släktet starrar, och familjen halvgräs. Inga underarter finns listade i Catalogue of Life.